# Élections locales écossaises de 2003 à Glasgow City
Pour un article plus général, voir Élections locales écossaises de 2003.

Les élections locales écossaises de 2003 à Glasgow City se sont tenues le 1er mai 2003.

## Composition du conseil
Majorité absolue : 40 sièges
| Parti               | Sièges  |
| ------------------- | ------- |
| Travailliste        | 71 / 79 |
| SNP                 | 3 / 79  |
| Libéraux-démocrates | 3 / 79  |
| Socialiste          | 1 / 79  |
| Conservateur        | 1 / 79  |